# Mychkine
Pour les articles homonymes, voir Mychkine (homonymie).
Mychkine (en russe : Мышкин) est une ville de l'oblast de Iaroslavl, en Russie, et le centre administratif du raïon de Mychkine. Sa population s'élevait à 5 488 habitants en 2020.

## Géographie
Mychkine est située sur la rive gauche de la Volga, à 29 km au nord d'Ouglitch, à 38 km au sud-ouest de Rybinsk, à 88 km à l'ouest-nord-ouest de Iaroslavl et à 232 km au nord-nord-est de Moscou.

## Histoire
Un village existait à cet endroit au moins depuis le XVe siècle. Mychkine reçut une première fois le statut de ville en 1777. À l'époque soviétique, toutefois, Mychkine fut rétrogradée au rang de commune urbaine. En 1991, ce statut lui fut rendu.

## Population
Recensements ou estimations de la population
| 1856  | 1897* | 1913  | 1926* | 1939* | 1959* | 1970* |
| ----- | ----- | ----- | ----- | ----- | ----- | ----- |
| 2 100 | 2 232 | 2 500 | 2 498 | 4 100 | 3 878 | 4 103 |

| 1979* | 1989* | 2002* | 2006  | 2010* | 2012  | 2013  |
| ----- | ----- | ----- | ----- | ----- | ----- | ----- |
| 4 824 | 6 340 | 6 076 | 5 896 | 5 932 | 5 983 | 5 987 |

| 2014  | 2015  | 2016  | 2017  | 2018  | 2019  | 2020  |
| ----- | ----- | ----- | ----- | ----- | ----- | ----- |
| 5 946 | 5 866 | 5 775 | 5 738 | 5 647 | 5 593 | 5 488 |

## Patrimoine
La ville attire un grand nombre de touristes qui arrivent généralement par les bateaux de croisière fluviale. Mychkine conserve des éléments architecturaux caractéristiques de la Russie du XIXe siècle. Elle possède également un certain nombre de musées. L'un d'entre eux est un musée unique en son genre, le musée de la souris – le nom de la ville provient de mych (мышь), signifiant souris en russe –, qui a toutefois gravement souffert d'un incendie, en janvier 2007. Il y a aussi le musée des Valenki (bottes fourrés), le musée ethnographique, une galerie d'art.